# Siyanni
Siyanni fou una regió de Síria situada a la part sud-est d'Ugarit (era el territori més al sud d'Ugarit) i al nord-est del Regne d'Amurru. Vers la meitat del segle xiv aC apareixen com a reis Abdi Hebat i Abdi Anati. Subiluliuma I va assignar la regió a Ugarit però en una disputa fronterera amb Amurru després del 1240 aC, el rei Ini-Tesub de Karkemish, que va fer l'arbitratge, la va assignar a Amurru i la va separar d'Ugarit.